# Air Saint-Pierre
Air Saint-Pierre is een Franse luchtvaartmaatschappij uit Saint-Pierre, op de eilandengroep Saint-Pierre en Miquelon bij Newfoundland in Noord-Amerika. De maatschappij vliegt tussen Saint-Pierre en Miquelon en Canada. De thuisbasis is het vliegveld Saint-Pierre Point-Blanche.

## Codes
- IATA-code: PJ
- ICAO-code: SPM

## Vloot
De vloot van Air Saint-Pierre bestond in juli 2016 uit:
- 1 ATR 42-320

## Bestemmingen
De bestemmingen van Air Saint-Pierre in september 2011 waren:
binnenland:
- Saint-Pierre
- Miquelon

Buitenland (Canada):
- St. John's
- Sydney
- Montreal
- Moncton
- Halifax